# 1996年アトランタオリンピックのウエイトリフティング競技
1996年アトランタオリンピックのウエイトリフティング競技（1996ねんアトランタオリンピックのウエイトリフティングきょうぎ）は、男子のみ10階級で行われた。今大会では1920年の体重別階級制導入以来初めて1 - 4kgの階級調整が実施された。

## メダル獲得者
| 種目            | 金                                        | 銀                                        | 銅                                      |
| --------------- | ----------------------------------------- | ----------------------------------------- | --------------------------------------- |
| 54 kg級 詳細    | ハリル・ムトル トルコ (TUR)               | 張祥森 中国 (CHN)                         | セフダリン・ミンチェフ ブルガリア (BUL) |
| 59 kg級 詳細    | 唐霊生 中国 (CHN)                         | レオニダス・サバニス ギリシャ (GRE)       | ニコライ・ペシャロフ ブルガリア (BUL)   |
| 64 kg級 詳細    | ナイム・スレイマノグル トルコ (TUR)       | バレリオス・レオニディス ギリシャ (GRE)   | 肖建剛 中国 (CHN)                       |
| 70 kg級 詳細    | 占旭剛 中国 (CHN)                         | キム・ミョンナム 北朝鮮 (PRK)             | フェリ・アッティラ ハンガリー (HUN)     |
| 76 kg級 詳細    | パブロ・ララ キューバ (CUB)               | ヨト・ヨトフ ブルガリア (BUL)             | チョン・チョルホ 北朝鮮 (PRK)           |
| 83 kg級 詳細    | ピロス・ディマス ギリシャ (GRE)           | マルク・フスター ドイツ (GER)             | アンジェイ・コファリク ポーランド (POL) |
| 91 kg級 詳細    | アレクセイ・ペトロフ ロシア (RUS)         | レオニダス・コカス ギリシャ (GRE)         | オリバー・カルソ ドイツ (GER)           |
| 99 kg級 詳細    | アカキオス・カキャシビリス ギリシャ (GRE) | アナトリー・フラパティ カザフスタン (KAZ) | デニス・ホトフリード ウクライナ (UKR)   |
| 108 kg級 詳細   | チムール・タイマゾフ ウクライナ (UKR)     | セルゲイ・シルツォフ ロシア (RUS)         | ニク・ウラド ルーマニア (ROU)           |
| 108 kg超級 詳細 | アンドレイ・チェメルキン ロシア (RUS)     | ロニー・ウェラー ドイツ (GER)             | ステファン・ボテフ オーストラリア (AUS) |

## 各国メダル数
| 順 | 国・地域             | 金 | 銀 | 銅 | 計 |
| -- | -------------------- | -- | -- | -- | -- |
| 1  | ギリシャ (GRE)       | 2  | 3  | 0  | 5  |
| 2  | 中国 (CHN)           | 2  | 1  | 1  | 4  |
| 3  | ロシア (RUS)         | 2  | 1  | 0  | 3  |
| 4  | トルコ (TUR)         | 2  | 0  | 0  | 2  |
| 5  | ウクライナ (UKR)     | 1  | 0  | 1  | 2  |
| 6  | キューバ (CUB)       | 1  | 0  | 0  | 1  |
| 7  | ドイツ (GER)         | 0  | 2  | 1  | 3  |
| 8  | ブルガリア (BUL)     | 0  | 1  | 2  | 3  |
| 9  | 北朝鮮 (PRK)         | 0  | 1  | 1  | 2  |
| 10 | カザフスタン (KAZ)   | 0  | 1  | 0  | 1  |
| 11 | オーストラリア (AUS) | 0  | 0  | 1  | 1  |
| 11 | ハンガリー (HUN)     | 0  | 0  | 1  | 1  |
| 11 | ポーランド (POL)     | 0  | 0  | 1  | 1  |
| 11 | ルーマニア (ROU)     | 0  | 0  | 1  | 1  |
|    | 計                   | 10 | 10 | 10 | 30 |

## 参加国
77カ国より236選手が出場
| - アルバニア (1) - アルジェリア (3) - アメリカ領サモア (1) - アルゼンチン (3) - アルメニア (10) - アルバ (1) - オーストラリア (7) - アゼルバイジャン (2) - ベラルーシ (10) - ブラジル (1) - ブルガリア (10) - カメルーン (1) - カナダ (2) - チリ (1) - 中国 (10) - チャイニーズタイペイ (4) - コロンビア (5) - クック諸島 (1) - キューバ (5) - チェコ (2) |  | - ドミニカ共和国 (1) - エジプト (1) - エルサルバドル (1) - フィジー (1) - フィンランド (2) - フランス (2) - ジョージア (2) - ドイツ (10) - イギリス (1) - ギリシャ (10) - グアテマラ (1) - ハンガリー (7) - インド (5) - インドネシア (1) - イラク (1) - イスラエル (1) - イタリア (2) - 日本 (7) - カザフスタン (7) |  | - ケニア (1) - 北朝鮮 (2) - 韓国 (7) - クウェート (1) - ラトビア (5) - リトアニア (1) - モーリシャス (2) - モルドバ (5) - モロッコ (1) - ナウル (3) - ネパール (1) - ナイジェリア (1) - ノルウェー (1) - パナマ (1) - パプアニューギニア (1) - ポーランド (5) - ポルトガル (1) - プエルトリコ (1) - ルーマニア (5) |  | - ロシア (9) - サモア (1) - サウジアラビア (1) - セーシェル (1) - スロバキア (3) - ソロモン諸島 (1) - スペイン (1) - スウェーデン (2) - シリア (1) - タイ (1) - トンガ (1) - トルコ (10) - ウガンダ (1) - ウクライナ (7) - アメリカ合衆国 (10) - ウルグアイ (1) - ウズベキスタン (5) - ベネズエラ (1) - ユーゴスラビア (1) |